# Nomocharis synaptica
Nomocharis synaptica är en liljeväxtart som beskrevs av Joseph Robert Sealy. Nomocharis synaptica ingår i släktet Nomocharis och familjen liljeväxter. Inga underarter finns listade.